# Cinq Doigts pour Marseille
Pour plus de détails, voir Fiche technique et Distribution.
Cinq Doigts pour Marseille  (Five Fingers for Marseilles) est un thriller sud-africain sorti en 2017, écrit par Sean Drummond et réalisé par Michael Matthews.
Le film met en vedette Vuyo Dabula et Zethu Dlomo.

## Synopsis
Le film raconte l'histoire de 5 jeunes garçons nommés (Five Fingers) qui se battent pour la protection de leur ville rurale de Marseille, en Afrique du Sud contre la brutale oppression policière. Un jour leur leader Tau tue deux policiers blancs et s'enfuit vers les collines, laissant le sort de la ville au reste de la bande. Après 20 ans, il revient à Marseille, cherchant seulement une vie pastorale paisible. 
Cependant, il se retrouve sa ville confronter a une nouvelle menace. Que fera-t-il ?!!

## Fiche technique
- Titre : Cinq Doigts pour Marseille
- Titre original : Five Fingers for Marseilles
- Réalisation : Michael Matthews
- Scénario : Sean Drummond
- Musique : James Matthes
- Montage : Daniel Mitchell
- photographie : Shaun Harley Lee
- Distribution : Indigenous Film Distribution
- Studio de production : Game 7 Films, Be Phat Motel Company
- Producteur : Asger Hussain, Yaron Schwartzman, Sean Drummond, Michael Matthews
- Pays :  Afrique du Sud
- Langue : Xhosa, Sotho du Sud, Anglais, Afrikaans
- Format : couleur
- Durée : 120 minutes
- Date de sortie : 
  - 8 septembre 2017 TIFF
  - 6 avril 2018 (Afrique du Sud)

## Distribution
- Vuyo Dabula : Tau
- Zethu Dlomo : Lerato
- Hamilton Dhlamini : Sepoko
- Kenneth Nkosi : Bongani
- Mduduzi Mabaso : Luyanda
- Aubrey Poolo : Unathi
- Lizwi Vilakazi : Sizwe
- Anthony Oseyemi : Congo
- Jerry Mofokeng : Jonah
- Ntsika Tiyo : Zulu
- Kenneth Fok : Wei
- Warren Masemola : Thuto
- Garth Breytenbach : Officer De Vries
- Dean Fourie : Honest John
- Brendon Daniels : Slim Sixteen

## Accueil

### Diffusion
Le film a été projeté dans la section Découverte au Festival international du film de Toronto 2017.

### Critiques
Le site d’agrégation de critiques Rotten Tomatoes lui donne une note d'approbation de 80 %, sur la base de 15 critiques, et une note moyenne de 6,9/10.

## Distinctions
| année | Award                                       | Catégorie                                                           | Nomination | Result     |
| ----- | ------------------------------------------- | ------------------------------------------------------------------- | --- | ---------- |
| 2018  | Africa Movie Academy Awards                 | Meilleur film                                                       | Asger Hussain, Yaron Schwartzman, Sean Drummond, Michael Matthews, The Be Phat Motel Film Company, Game 7 Films       | Lauréat    |
| 2018  | Africa Movie Academy Awards                 | Meilleur film dans une langue africaine                             | Asger Hussain, Yaron Schwartzman, Sean Drummond, Michael Matthews, The Be Phat Motel Film Company, Game 7 Films       | Lauréat    |
| 2018  | Africa Movie Academy Awards                 | Meilleur premier long métrage d'un réalisateur                      | Michael Matthews | Lauréat    |
| 2018  | Africa Movie Academy Awards                 | Meilleur scénario                                                   | Sean Drummond | Nomination |
| 2018  | Africa Movie Academy Awards                 | Meilleur acteur dans un rôle principal                              | Michael Matthews | Nomination |
| 2018  | Africa Movie Academy Awards                 | Meilleur réalisateur                                                | Vuyo Dabula | Nomination |
| 2018  | Africa Movie Academy Awards                 | Meilleure photographie                                              | Shaun Harley Lee | Lauréat    |
| 2018  | Africa Movie Academy Awards                 | Meilleur design de production                                       | Franz Lewis | Lauréat    |
| 2018  | Africa Movie Academy Awards                 | Meilleur maquillage                                                 | Babalwa Carol Djieutcheu Julene Paton                                                                                 | Nomination |
| 2018  | Africa Movie Academy Awards                 | Meilleure conception de costumes                                    | Pierre Vienings | Nomination |
| 2018  | Festival international du film de Cleveland | Concours Nouvelle réalisateur                                       | Michael Matthews | Nomination |
| 2018  | Festival international de films de Fribourg | Grand Prix                                                          | Michael Matthews | Nomination |
| 2018  | Festival de cinéma de la ville de Québec    | Prix du jury Meilleur film                                          | Michael Matthews | Lauréat    |
| 2018  | Amsterdam Independent Film Festival         | Prix du Jury Meilleur film                                          | Michael Matthews | Nomination |
| 2019  | South African Film and Television Awards    | Meilleure conception de costumes dans un long métrage               | Pierre Vienings | Lauréat    |
| 2019  | South African Film and Television Awards    | Meilleur maquillage et coiffure dans un long métrage                | Babalwa Carol Djieutcheu Julene Paton                                                                                 | Nomination |
| 2019  | South African Film and Television Awards    | Meilleure conception de costumes dans un long métrage               | Pierre Vienings | Lauréat    |
| 2019  | South African Film and Television Awards    | Meilleure réalisation Bande originale musique dans un Long métrage  | James Matthes | Nomination |
| 2019  | South African Film and Television Awards    | Meilleure réalisation cinématographique dans un long métrage        | Shaun Harley Lee | Nomination |
| 2019  | South African Film and Television Awards    | Meilleure réalisation dans un long métrage                          | Michael Matthews | Nomination |
| 2019  | South African Film and Television Awards    | Meilleure réalisation en design de production dans un Long métrage. | Franz Lewis | Lauréat    |
| 2019  | South African Film and Television Awards    | Meilleure réalisation en conception sonore dans un Long métrage     | Richard West, Simon Ratcliffe, James Olivier, Morne Marais, Jade Hill, Michael Broomberg, Carl Roberts, David Houston | Nomination |